# Turres in Numidia
Turres in Numidia (łac. Diocesis Turrensis in Numidia) – stolica historycznej diecezji we Cesarstwie rzymskim w prowincji Numidia zlikwidowana w VII w. podczas ekspansji islamskiej, współcześnie w północnej Algierii. Obecnie katolickie biskupstwo tytularne. 

## Biskupi tytularni
| Lp. | Biskup                           | Funkcja                               | Od                   | Do                |
| --- | -------------------------------- | ------------------------------------- | -------------------- | ----------------- |
| 1   | Gabriel-Marie Garrone            | urzędnik Kurii Rzymskiej              | 5 marca 1966         | 26 czerwca 1967   |
| 2   | Salvatore Di Salvo               | biskup pomocniczy Rossano (Włochy)    | 31 października 1968 | 20 grudnia 1976   |
| 3   | Martino Matronola                | opat Montecassino                     | 21 marca 1977        | 20 maja 1994      |
| 4   | Francisco de Paula Victor        | biskup pomocniczy Brasílii (Brazylia) | 28 sierpnia 1996     | 21 listopada 2018 |
| 5   | Guillermo Teodoro Elías Millares | biskup pomocniczy Limy (Peru)         | 13 kwietnia 2019     |                   |